# Jakob Stegman
Jakob Stegman, född på 1600-talet, död 1 juni 1676, var en svensk militär.

## Biografi
Jakob Stegman blev 1637 musketerare vid generalmajoren Leuhusens regemente och 20 maj 1641 drabant vid Gardet. Vidare blev han 1644 förare, 1645 fältväbel, 1647 löjtnant, 1649 regementskvartermästare och 1655 kapten. Stegman blev 18 september 1656 major vid Gustaf Adolf Lewenhaupts regemente och 3 augusti 1657 överstelöjtnant vid Simon Helmfelts regemete. Han blev 1659 överste för sistnämnda regemente och 17 juli 1661 kommendant på Kokenhusen. Stegman adlades 5 september 1664 under namnet Stegman och fick behålla sina förfäders vapen. Han introducerades 1668 i Sveriges Riddarhus som nummer 766. Stegman blev 10 december 1669 kommendant på Malmö slott och 18 mars 1670 på Dorpats slott, med avsked 10 juni 1671. Han blev 20 augusti 1672 överste för Västerbottens regemente och 6 februari 1675 kommendant i Göteborg. Han avled 1676, då regalskappet Kronan sjönk. Han slöt själv sin ätt

### Egendom
Stegman ägde Vittsjö, Viele och Hohendijk.

### Familj
Stegman gifte sig första gången med en till namnet okänd kvinna. De fick tillsammans barnen Anna Margareta Stegman (levde 1695), Helena Stegman (levde 1695. och en dotter som var gift med ryttmästaren von Ungern.
Han gifte sig andra gången 18 april 1668 i Stockholm med Helena Rosenberg (död 1677), dotter till krigsrådet Simon Rosenberg och Margareta Larsdotter (Törnsköld). De fick tillsammans barnen Maria Margareta Stegman (levde 1719) som var gift med kaptenen Carl Gustaf Stjerna, Vendela Catharina Stegman som var gift med löjtnanten Per von Günthersberch och Jakobina Helena Stegman som var gift med löjtnanten friherre Sven Ulfsparre af Broxvik.